# Бяла-Равска (гмина)
Бяла-Равска (пол. Biała Rawska) — гмина (волость) в Польше, входит как административная единица в Равский повет, Лодзинское воеводство. Население — 11 603 человека (на 2004 год). Административный центр гмины — город Бяла-Равска.

## Соседние гмины
1. Гмина Блендув
2. Гмина Ковесы
3. Гмина Мщонув
4. Гмина Новы-Кавенчин
5. Гмина Рава-Мазовецка
6. Гмина Регнув
7. Гмина Садковице

## Фотографии
- Костёл
- Дворец